# 克拉珀姆公園站
克拉珀姆公園站（英語：Clapham Common tube station）是倫敦地鐵的一個車站，位於蘭貝斯區克拉珀姆。克拉珀姆公園站是北線的車站，位於倫敦第2收費區。克拉珀姆公園站開通於1900年6月。

## 外部連結
维基共享资源上的相關多媒體資源：克拉珀姆公園站